# Bitwa pod Guararapes (1649)
II bitwa pod Guararapes – starcie zbrojne, które miało miejsce w roku 1649 w trakcie holendersko-portugalskiej wojny kolonialnej.
Do bitwy doszło w lutym 1649, kiedy to Holendrzy po uprzednio przegranej bitwie, powrócili na stanowiska, ponownie atakując pozycje powstańców. Dnia 19 lutego nastąpił atak Holendrów w rejonie Guararapes, starających się przerwać oblężenie Recife. Podobnie jak i poprzednim razem Holendrzy ponieśli klęskę, ponosząc wysokie straty. Dnia 26 stycznia 1654 r. po kilku latach oblężenia, Sigismund von Schkoppe nie mogąc liczyć na posiłki z kraju ostatecznie skapitulował. W wyniku układu, Holendrzy bezpiecznie opuścili Brazylię.